# Incles
Incles is een plaats in Andorra in de parochie Canillo. De locatie telde 379 inwoners in 2014.
Het dorp Incles ligt aan de rechteroever van de Valira d'Orient in de zijvallei van de Riu d'Incles. De nationale weg CG-2 volgt de flanken van de zijvallei gedurende ruim een kilometer.